# Emanuele Zuccato

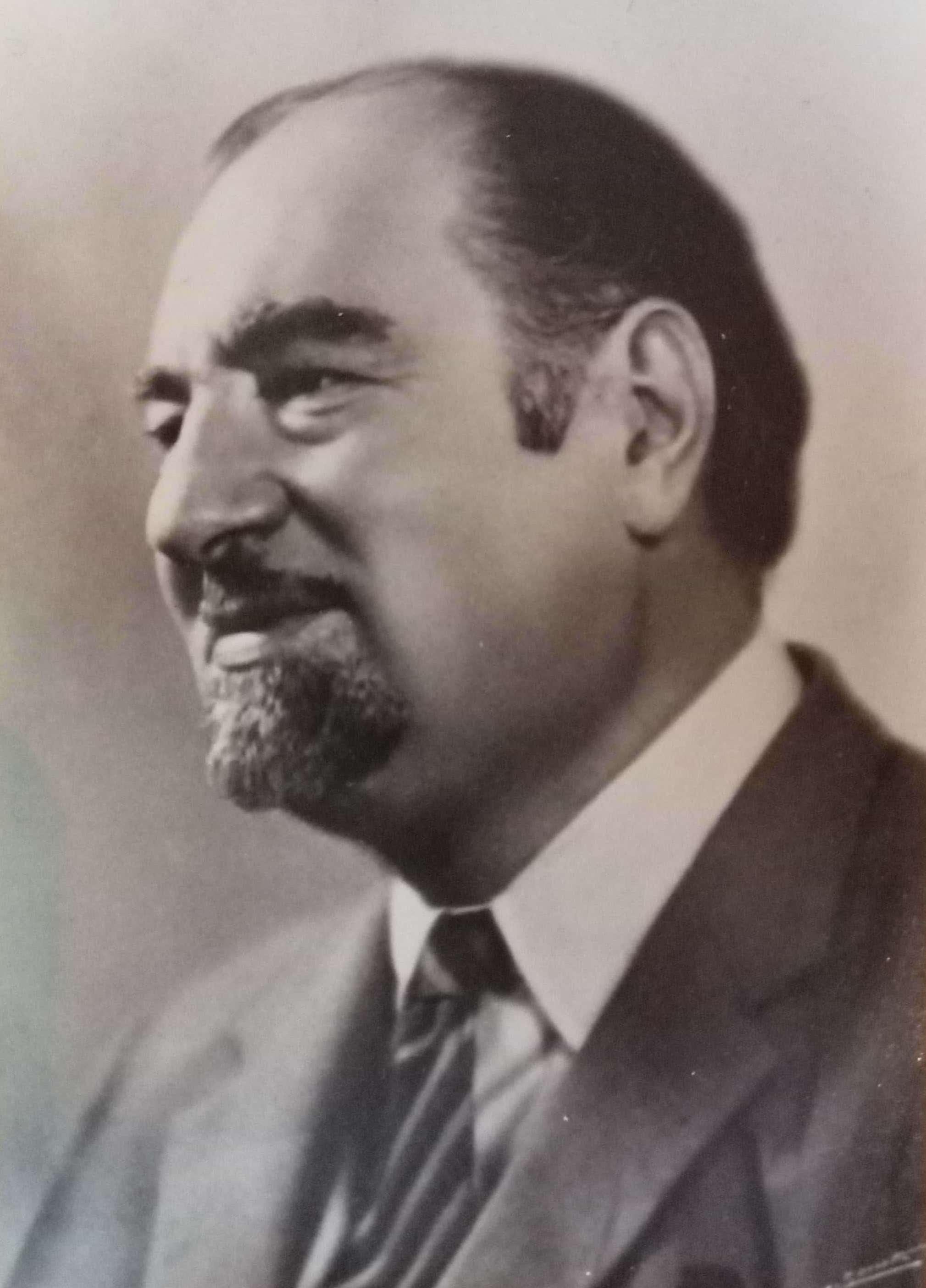
Emanuele Zuccato

Emanuele Zuccato (Vicenza, 13 luglio 1899 – Vicenza, 23 ottobre 1967) è stato uno scrittore italiano.

## Biografia
Nacque a Polegge il 14 Luglio 1899, terzo di quattro figli: Giuseppe, Angela e la futura Elisa. Suo padre Giobatta era farmacista, mentre sua madre Giuseppina era figlia minore del notaio Lodi. Nel 1904 muore durante la notte per un malore il padre, e la famiglia viene costretta a lasciare momentaneamente la farmacia e a trasferirsi a Vicenza, presso la popolaresca corte dei Rodà. Lì Zuccato compie i suoi primi studi nella scuola a Porto Padova, ricevendo al secondo anno la visita di Antonio Fogazzaro. L'alta figura del letterato ormai anziano lo colpì profondamente, contribuendo ad avvicinarlo alla scrittura. Zuccato pare che si distinguesse per essere uno studente vivace e irrequieto. 
A quindici anni, la madre rileva la farmacia del marito e dunque la famiglia può tornare a Polegge. Scoppia la prima guerra mondiale e Zuccato assieme al fratello Giuseppe viene arruolato tra i “ragazzi del 99”. La guerra gli fa conoscere tutta la sofferenza umana: in trincea si ammala e rischia perfino di essere dato per morto; viene infine spostato a Chioggia per un periodo di convalescenza. Il fratello è meno fortunato, sul fronte del monte Longara “offertosi volontariamente di uscire di pattuglia per fugare alcuni nuclei nemici che si erano infiltrati nella linea, dopo un impari lotta con l'avversario superiore in forze, cadde eroicamente sul campo".
Finita la guerra Zuccato torna a casa e, finiti gli studi da farmacista, seguendo più le volontà paterne che i propri desideri, si accinge a proseguire l'attività di famiglia. Si accorge che la farmacia non fa per lui, e parallelamente, comincia negli anni 30 a studiare canto con il maestro Mozzi e facendosi accompagnare a Milano da Arrigo Pedrollo per le prime audizioni. Per un certo periodo si esibisce come baritono in vari teatri (tra cui a Messina e a Reggio Calabria), ma sofferente per la lontana Vicenza torna ben presto a casa. Si dedica dunque a far l'attore amatoriale e a comporre i suoi primi testi destinati al teatro. Diventa inoltre consigliere comunale tra i socialdemocratici e collaboratore al "gazzettino". Nel 1937 intanto arriva la dolorosa morte della madre; Zuccato da quel momento in avanti non lascerà più la Farmacia di Polegge, vivendo assieme alle sorelle Lisa ed Angiolina.
Fu grazie a Primo Piovesan, il quale inserì alcune sue commedie nel suo repertorio, che vennero i primi successi di pubblico e di critica; in particolare per "La farmacia delle bone azioni", per "Le convenienze del mondo”, "El nome sul Sfogio" e "Sior Felisse". Passata anche la Seconda Guerra Mondiale, vissuta come un vero e proprio trauma (e per cui offrirà consistenti somme di denaro per la ricostruzione della città distrutta dai bombardamenti), Zuccato comincia a sperimentare la narrativa, traendo spunto per i suoi scritti vicende legate alla giovinezza e alla cronaca vicentina. Subentra ben presto in lui la poesia, mezzo più adatto ad imprimere le emozioni. Debutta nel 1952 con una raccolta  di versi dal titolo: “Finestra sui Berizi”.
I suoi lavori ottengono significativi riconoscimenti quali il “Premio Convivio letterario” nel 1958, il “Premio Nazionale Gastaldi” e la prima segnalazione al "Premio Giacinto Gallina". Tre sue commedie vanno in onda anche alla televisione. Ormai ampiamente riconosciuto nella realtà vicentina, tra gli anni 50 e 60 pubblica la sua seconda antologia poetica, “Vicenza, te si la me morosa” ed altre opere legate al teatro: “tre atti unici” e “El pato a quatro”. Scrive inoltre per l'amico Arrigo Pedrollo un'opera comica in tre atti, “L'amante scornato”.
Con l'avanzare dell'età cominciano a manifestarsi i primi problemi di salute, dovuti essenzialmente al diabete, che lo obbligano a ripetute convalescenze e cure a Uscio. Nel 1866 esce il componimento “Vecchia Contrada”. Muore il 23 Ottobre 1967: non essendosi sposato e non avendo mai avuto figli, viene sepolto nel Cimitero Maggiore di Vicenza nella tomba della famiglia Lodi.

## La Farmacia Zuccato
La farmacia di Polegge (che già all'epoca del padre era ampiamente frequentata da illustri personaggi tra cui il poeta Giacomo Zanella e il notaio Emanuele Lodi) con Emanuele Zuccato divenne un vero e proprio luogo d'incontro per gli intellettuali vicentini. Basterà ricordare che fra i frequentatori abituali della casa del poeta vi furono i pittori Ubaldo Oppi e Achille Beltrame; scrittori quali Neri Pozza, Adolfo Giurato, Guido Cogo, Adolfo Crosara e Giuseppe De Mori; attori e cantanti come Arrigo pedrollo, Gaetano Poloni; e scultori tra i quali Giulo Fasolo, Bepi Zanetti ed altri importanti figure.

Con la morte di Zuccato la farmacia passò alla famiglia Lodi.

## Opere

### Narrativa
- La campana di Torre Bissara, Padova 1947
- Corte dei Roda, Milano 1949
- Vicenza di ieri, Vicenza 1964
- Tommaso, Milano 1968 postumo

### Poesia
- Finestra sui Berizi, Milano 1951 in lingua veneta
- Vicenza te si la me morosa, Roma 1964 in lingua veneta